# Gamla ting berättar
Gamla ting berättar var en vandringsutställning och rullande studiecirkel, som producerades av den statliga myndigheten Riksutställningar, i samarbete med Västergötlands museum och studieförbundet Vuxenskolan. Utställningen turnerade i Västergötland 1972 till 1973 och i var den första i Riksutställningars verksamhet som transporterades och visades i lastbil. Innehållet var svensk allmogekultur i olika former, som hade samlats in från museum och allmänhet.

## Bakgrund
Det var viljan att försöka nå nya målgrupper som gjorde att Riksutställningar ville prova att satsa på att turnera med en lastbil – utställningslokal och transportmedel i ett. 1972 köpte därför myndigheten en begagnad så kallad utställningsbuss, eller semitrailer som konceptet kallas. Utställningsytan på trailern var totalt 16 kvadratmeter med plats för 20 personer. Inredningen bestod bland annat av en filmprojektor, ljudanläggning och en hiss för rullstolsburna.
Själva idén var inte unik för Riksutställningar. Den kom ursprungligen från Frankrike och Kanada, där museer sedan många år tillbaka i tiden gjort vandringsutställningar som fraktades i lastbilar och bussar och ställdes upp på torg och allmänna platser.
1972 gjorde Riksutställningar sin egen tolkning av konceptet och köpte en begagnad lastbil av märke Bedford, en så kallad semitrailer. Tanken var att använda den för att nå orter och platser ute i landet där utställningar var en ovanlig upplevelse. Senare skulle Riksutställningars mobila utställningar med lastbilar – eller ”buss” som det också kallades – bli ett signum för verksamheten.

## Tema
Temat för Gamla ting berättar var allmogekultur. Hundratals föremål lånades in från landets museer för att visas i Riksutställningars rödvita Bedford-lastbil. Målgruppen var studiecirklar, skolor, vårdinrättningar och hembygdsföreningar.

## Produktion
Första försöket att anordna en rullande och lastbilsbaserad turné gjordes vintern 1972 till 1973 och det skedde i dåvarande Skaraborgs län. Riksutställningar samarbetade med Västergötlands museum och studieförbundet Vuxenskolan med syfte att pröva om utställningen kunde användas som grund för en studiecirkel.
Utställningen fick namnet Gamla ting berättar eftersom den till stor del baserades på föremål från museers samlingar. På utställningen visades arkivfilmer om hur arbete i allmänhet såg ut i äldre tid och publiken fick lyssna på folkmusik. Deltagarna i studiecirkeln uppmanades att ta med sig sina egna föremål, bilder och filmer, vilket gav ny kunskap till museets samlingar. En liknande metod prövades i samband med Riksutställningars produktion Svåra saker som turnerade mellan åren 1999 och 2000.

### "Bussen"
Utställningsbussen – som var en lastbil – var, enligt Riksutställningars arkiv, en specialbyggd semi-trailer, tidigare använd för reklamändamål. Utställningsutrymmet var 7,3 gånger 2,2 gånger 2,2 meter och rymde 20 sittande personer. Där fanns teknisk utrustning i form av 16 millimeters ljudfilmsprojektor,  8 millimeters filmprojektor, stillbildsprojektorer, bandspelare för avspelning och inspelning. Utrustningen krävde anslutning till ett 380 volts eluttag för att fungera via ett så kallat ”motoruttag”. Lastbilens trailer hade två separata värdesystem, ett elektriskt för nätanslutning och ett gasoldrivet. Den var också försedd med en hydraulisk hiss för att hjälpa funktionshindrade ombord.

### Gamla ting
Västergötlands museum lånade ut många av de utställa föremålen, bland annat:

- Aladåbform
- Bultlås
- Förningskorg
- Gorånjärn
- Gräddkanna
- Hack-ho
- Harskramla
- Klappträ
- "Klutaklä"
- Kulstöpningstång
- Kötthackor
- Linhuvud
- Lyskäring
- Munkpanna
- Pipjärn
- Potatisstöt
- Rovoljelampa
- Råttfälla
- Skedhäck
- Stånka
- Snibbaskål
- Sädesskära
- Snörtvinnare
- Tratt

Bland det övriga märktes bland annat ett vargnät från Ugglum.

### Produktionsledning
Nedanstående var några av de personer som ingick i gruppen bakom Gamla ting berättar:

#### Producent
- Nils-Fredrik Beerståhl, antikvarie vid Västergötlands museum

#### Turnéläggning
- Gert Åkesson, distriktsstudieledare vid Studieförbundet Vuxenskolan.

## Turné
Turnéupplägget för Gamla ting berättar bestod i att Riksutställningars lastbil besökte studiecirklarna med samma namn i Västergötland. Utställningen visades vid 86 olika tillfällen på ungefär lika många platser och antalet besökare beräknades till 4 590 personer.
Turnén varade totalt drygt två och en halv månad enligt en rapport i Riksutställningars arkiv, uppdelad på två delar med en månads serviceuppehåll. ”Det visade sig vara klokt då en hel del tekniska problem då kunde åtgärdas.”
- Etapp 1: 1972-11-07-1972-12-15. Start i Norra Vånga.
- Etapp 2: 1973-01-19-1973-02-27. Start i Töreboda.

16 januari 1973, mellan klockan 9 och 17. Gamla ting berättar-bussen parkerade utanför Riksdagshuset med syfte att visa upp experimentet med statligt finansierad och rikstäckande utställningsbuss under en dag, på samma vis som publiken i resten av landet.

### Start utanför Skara
Premiären ägde rum i Norra Vånga efter följande höst – 7 november, tre mil söder om Skara. Därefter fortsatte resan genom länet med Vuxenskolan som ansvarig för turnéplaneringen. Ett stort ansvar för att allt skulle fungera låg på chauffören av lastbilen – som också skulle hålla i planering, navigering, utställningsteknik och kontakt med de som skulle ta emot utställningen på platsen som skulle besökas. Chauffören var dessutom studiecirkelledare.
Totalt pågick turnén under två vintermånader, där ekipaget fick ta sig fram på smala och slingrande vägar för att besöka skolor, pensionärshem och hembygdsföreningar. Resan var på många sätt en misär för chauffören. Minusgrader gjorde det svårt att starta lastbilen – utan hjälp från allmänheten. Fordonet hade inga vinterdäck och bromsarna var dåliga. Tidsschemat sprack och chaufförens arbetsdagar blev långa och besvärliga. Lars Norlund, chaufför och reseassistent delade med sig av sina egna upplevelser från dagboksanteckningar. Bland annat redovisades hans erfarenheter, från turnén, i Rapport från försöksverksamheten med utställningsbuss i Västergötland hösten 1972-våren 1973)

Lars Norlunds minnesbilder 1972-11-06:
Startade från Riksutställningar kl. 14.15. Framme i Skara 22.15. Resan u.a. förutom att kylan och draget i förarhytten blev besvärande, trots att det var ca +10 grader. Arbetstid 08.10-22.30. (Dagboksanteckningar måndag 6/11)
Allt gick enligt planerna på ett bondgårdsbesök, tills det var dags för avresa.
Kl. 19.00 cirkel vid en bondgård i Varola. 20 deltagare./.../Gruppen var aktiv och frågade mycket. Speciellt om fynd av stenyxor och liknande. Många av deltagarna hade yxor och knivar de hittat. Föremålen fotograferades. När jag skulle köra hem, visade det sig att gårdsplanen inte hade tålt de 14 ton trailern väger. Med hjälp av traktor och 4 hjälpsamma grannar med spadar kom jag så småningom loss. Arbetstid 09.00-24.30. (Dagboksanteckningar torsdag 9/11)
Det blev inte bättre en vecka senare:
/.../Körde vid 16-tiden till den bondgård i Åsle där vi skulle vara på kvällen. Ett kraftigt snöfall började vid 16.15-tiden. Körde vilse i snöyran, trots att jag åkt vägen tidigare. 19.30 cirkelsammanträde. Kylan i bussen var besvärande, men alla 18 närvarande höll ut till slutet./.../Vid hemfärden körde jag fast i snödrivorna två gånger. Arbetstid 08.00-24.45. (Dagboksanteckningar torsdag 16/11)
En rapport, 1973-03-06, konstaterar:
Arbetsdagarna har varit i längsta laget.
Göteborgs-Posten, 1972-12-07:
Ett högintressant försök inom folkbildningen har startats av Riksutställningar, Västergötlands museum och Studieförbundet vuxenskolan. De vill levandegöra cirkelstudierna i ämnet ”Gamla ting berättar” – ett stycke gammal bondekultur – genom att visa en utställning i en specialinredd buss. Den rullar nu på vägarna i Skaraborgs län. Försöket följs upp av Riksutställningens sociologer.

## Reaktioner
Nya Lidköpings-Tidningen, 1972-11-08:
I Tolsgården i N. Vånga var det på tisdagskvällen premiär för den första museibussen i Sverige. Då startade nämligen Riksutställningar en turné genom länet som kommer att pågå ända till slutet av februari eller början av mars. I samarbete med Studieförbundet Vuxenskolan besöker man de studiecirklar ute i bygderna som läst cirkeln Gamla ting berättar./.../Det fina med den här turnén är att man inte behöver komma in i några samlingslokaler. Man kan samlas hemma på gårdarna där cirkeldeltagarna ofta har varit samlade förut och det enda som fordras är att det finns vägar som håller för det 14 ton tunga fordonet och att det finns uttag för trefasström.
Göteborgs Handels- och Sjöfartstidning under rubriken ”Radio”, 1972-11-16:
/.../En museibuss rullar för närvarande runt i Västergötland innehållande gamla ting som berättar om forna tider. Bussen är ett led i en försöksverksamhet anordnad av Vuxenskolan i samarbete med Riksutställningar och Västergötlands museum.
Mariestads-Tidningen, 1972-11-28:
Gamla minnen väcktes till liv och många pensionärer log igenkännande då de på nytt fick tillfälle att återuppleva gamla ting när Riksutställningars rullande museum på måndagen kom till Björkgården i Mariestad./.../
Göteborgs-Posten, 1972-12-07:
Ett högintressant försök inom folkbildningen har startats av Riksutställningar. Västergötlands museum och Studieförbundet vuxenskolan. De vill levandegöra cirkelstudierna i ämnet ”Gamla ting berättar” – ett stycke gammal bondekultur – genom att visa en utställning i en specialinredd buss. Den rullar nu på vägarna i Skaraborgs län. Försöket följs upp av Riksutställningens sociologer./.../
Svenska Dagbladet, 1973-01-17:
Riksdagsmännen fick under tisdagen tillfälle att se Riksutställningars nya utställningsbuss och den nu pågående utställningen ”Gamla ting berättar”. Ena dagen kan utställningsbussen således stå mitt i vimlet i Stockholms centrum, den andra i en avflyttningsbygd. Idén är unik för Sverige. Endast Frankrike har såvitt man vet något liknande. Bussen har kostat 40 000 kr i inköp. Ytterligare 20 000 kr har man lagt ner på utrustning, men så har man också fått en väl inredd lokal med filmprojektor och ljudanläggning. Genom den hydrauliska hissen kan också rullstolsbundna besöka utställningarna. I en och en halv månad har den nu pågående utställningen cirkulerat i Västergötland. Då det är regionalt och inte centralt styrd verksamhet som man vill bedriva, så är det Västergötlands museum i Skara som stått för utställningen.
Dagens Nyheter, 1973-01-17:
En utställningslokal har börjat köra landet runt i Riksutställningars regi. Det är en stor fönsterlös hejare till buss med en formidabel alltiallo till reseassistent vid ratten. Han heter Lars Norlund. Han gör också i ordning utställningarna i bussen, visar filmer och diabilder och spelar på bandspelare. Och han städar. Enkelt, avspänt glider han över i de olika rollerna. Bussen har gjort sin jungfrufärd i Skaraborgs län. Med en utställning som visades för riksdagsmännen i tisdags. Då stod bussen på Beridarebansgatan. Riksdagens kulturutskott har nämligen föreslagit att alla våra parlamentariker skulle få en chans att kika in i bussen. En del av dem kom också droppandes. För att se ting som berättade om gammal västgötsk bondkultur. Västergötlands museum i Skara, Nordiska museet, Studieförbundet Vuxenskolan och Riksutställningar har samarbetat om detta för att levandegöra cirkelstudier i ämnet.